# هالیوود (شهرستان مونتگومری، پنسیلوانیا)
هالیوود (به انگلیسی: Hollywood) یک منطقهٔ مسکونی در ایالات متحده آمریکا است که در پنسیلوانیا واقع شده‌است. هالیوود ۷۴٫۹۸ متر بالاتر از سطح دریا واقع شده‌است.